# Nombre icosaédrique

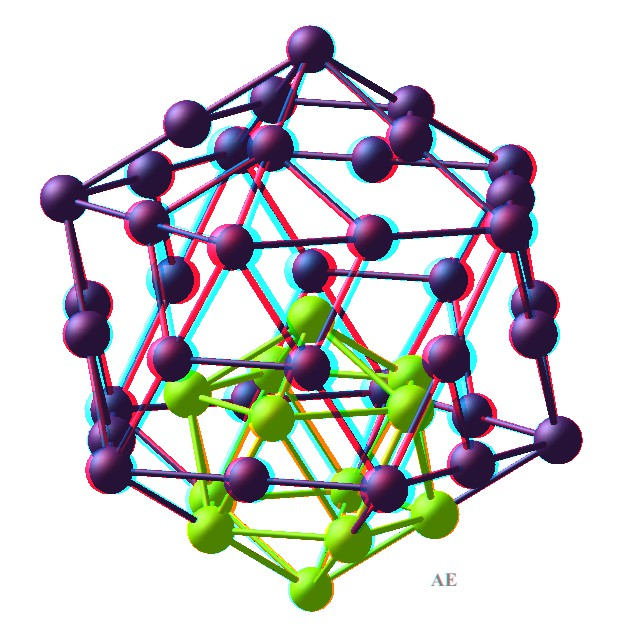
Anaglyphe d'une construction de ; il y a 12 boules aux sommets, plus 30 boules aux milieux des arêtes, plus 6 boules supplémentaires pour le petit icosaèdre interne.

Un nombre icosaédrique est un nombre figuré polyédrique comptant des points régulièrement répartis dans un icosaèdre régulier. Le nombre icosaédrique d'ordre n, correspondant au cas où il y a n points sur chaque arête de l'icosaèdre, est donné par la formule : 
{\displaystyle I_{n}={n(5n^{2}-5n+2) \over 2}=n\left(5{\binom {n}{2}}+1\right)},,.
Les premiers de ces nombres sont 1, 12, 48, 124, 255, 456, 742, 1128, 1629, 2260, 3036, 3972, 5083, ... ( suite A006564 de l'OEIS).

## Obtention du nombre icosaédrique d'ordren
On obtient {\displaystyle I_{n}} à partir de la relation : {\displaystyle I_{n}-I_{n-1}=(S-1)+(A-d)(n-2)+(F-d)(P_{k,n}-k(n-1))},
où {\displaystyle S=12,A=30,F=20} sont les nombres de sommets, arêtes et faces de l'icosaèdre, {\displaystyle \{k,d\}=\{3,5\}} son symbole de Schläfli : {nombre d'arêtes par face, nombre d'arêtes (et aussi de faces) par sommet} et {\displaystyle P_{k,n}} le nombre k-gonal d'ordre n .
On obtient donc {\displaystyle I_{n}-I_{n-1}=(12-1)+(30-5)(n-2)+(20-5)(n(n+1)/2-3(n-1))={\frac {15n^{2}-25n+12}{2}}}.
D'où {\displaystyle I_{n}={\frac {1}{2}}\left(15{\frac {n(n+1)(2n+1)}{6}}-25{\frac {n(n+1)}{2}}+12n\right)={n(5n^{2}-5n+2) \over 2}}.